# Fabrice Maieco
Fabrice Maieco, más conocido como Akwa o Akwá (Benguela, provincia de Benguela, Angola, 30 de mayo de 1977), es un exfutbolista angoleño, aunque también tiene nacionalidad portuguesa. Jugaba de delantero y su último equipo fue el Atlético Petróleos Luanda de la Primera División de Angola.

## Biografía
Debutó en 1992, en el Nacional de Benguela de su país. En 1994 fue transferido al SL Benfica. Allí no dispuso de muchas oportunidades, por lo que su club lo cedió para que jugara primero en otros equipos de Portugal y luego en Asia.
Actualmente milita en el Atlético Petróleos Luanda.

### Selección nacional
Ha sido internacional con la selección de fútbol de Angola. Actualmente es el capitán del equipo.
Fue el autor del gol de su selección en el partido Ruanda 0:1 Angola, victoria que significó la historíca clasificación de la Selección de Angola para la Copa Mundial de Fútbol de Alemania de 2006, la primera de su historia.

## Clubes
| Clubes profesionales |                                     |
| Período              | Club                                |
| 1992 - 1994          | Nacional de Benguela (Angola)       |
| 1994 - 1995          | SL Benfica (Portugal)               |
| 1995 - 1996          | Futebol Clube de Alverca (Portugal) |
| 1996                 | SL Benfica (Portugal)               |
| 1996 - 1997          | Futebol Clube de Alverca (Portugal) |
| 1997 - 1998          | Académica de Coimbra (Portugal)     |
| 1998 - 1999          | Al Wakra (Catar)                    |
| 1999 - 2001          | Al-Gharrafa (Catar)                 |
| 2001 - 2005          | Qatar SC (Catar)                    |
| 2005 - 2006          | Al Wakra (Catar)                    |
| 2007 - 2009          | Atlético Petróleos Luanda (Angola)  |

## Títulos
- Máximo goleador de la Liga de Catar (1999)
- 2 Ligas de Catar (Al Wakra, 1999; Qatar SC, 2003)
- 1 Copa Sheikh Jassem de Catar (Al Wakra, 1999)
- 3 Copas del Príncipe de Catar (Al Wakra, 1999; Al-Gharrafa, 2000; Qatar SC, 2004)
- 1 Liga de Angola (Atlético Petróleos Luanda, 2008)